# Stařechovice
Stařechovice är en ort i Tjeckien.   Den ligger i regionen Olomouc, i den östra delen av landet, 200 km öster om huvudstaden Prag. Stařechovice ligger 249 meter över havet och antalet invånare är 535.
Terrängen runt Stařechovice är platt åt sydost, men åt nordväst är den kuperad. Runt Stařechovice är det tätbefolkat, med 411 invånare per kvadratkilometer. Närmaste större samhälle är Olomouc, 15,9 km öster om Stařechovice. Runt Stařechovice är det i huvudsak tätbebyggt.